# Cacomantis passerinus

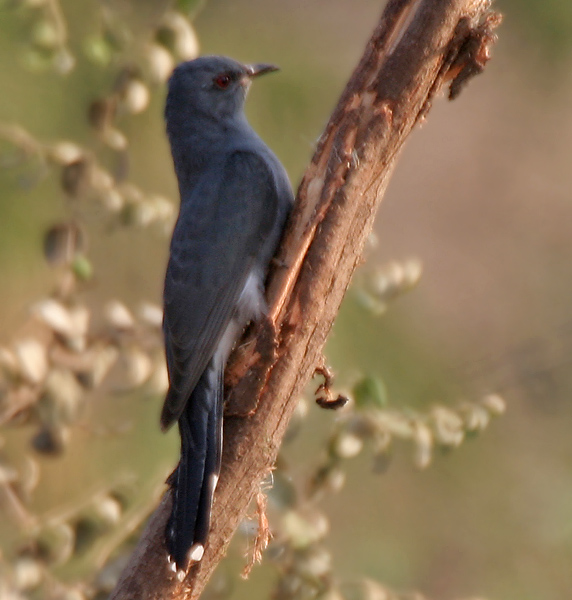
En el Santuario de Vida Salvaje de Kinnerasani, Andhra Pradesh, India.

El cuco ventrigris, cucu de vientre gris, cuco de vientro gris o cuco pechigrís (Cacomantis passerinus) es una especie de ave en la familia Cuculidae.

## Descripción
Es un ave pequeña que mide unos 23 cm de largo. Los adultos tienen alas de plumas grises, con vientre y zona inferior de la cola, blancos. Las alas poseen una mancha blanca. Algunas hembras son del tipo hepático, cuyo dorso es de un color rufo rojizo con rayitas con una cola lisa, y su vientre son blancuzcas con fina filigrana oscura. Los juveniles son grises con un tono más apagado que el de las hembras.

## Distribución y hábitat
Se reproduce en la zona tropical sur de Asia desde India y Sri Lanka hasta el sur de China e Indonesia. Es un ave migratoria de distancia cortas, ya que las aves en latitudes al norte y en terrenos elevados son visitantes veraniegos. En invierno parten hacia zonas más cálidas.
Esta especie vive en zona de bosquecillos abiertos y cultivos. Es un parásito de puesta, coloca un único huevo en los nidos de los silvidos.
Se alimenta de insectos y orugas. Es una especie ruidosa, su llamada es un fuerte y persistente pee-pip-pee-pee, el cual emite con su cola hacia abajo.

## Galería

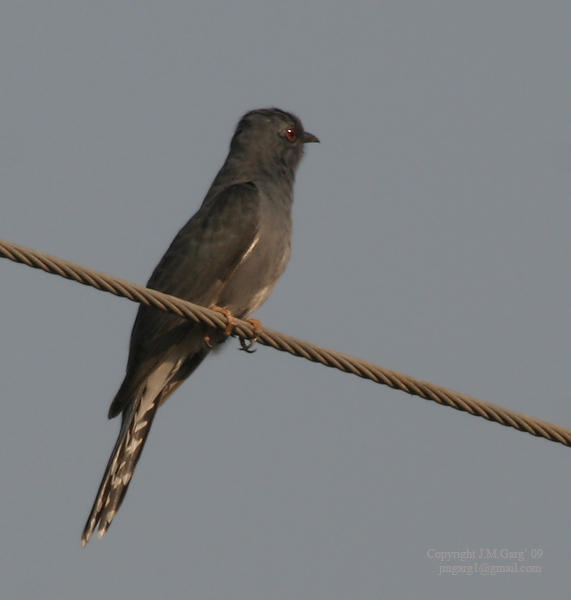
En el Santuario de Vida Salvaje de Kinnerasani, Andhra Pradesh, India.
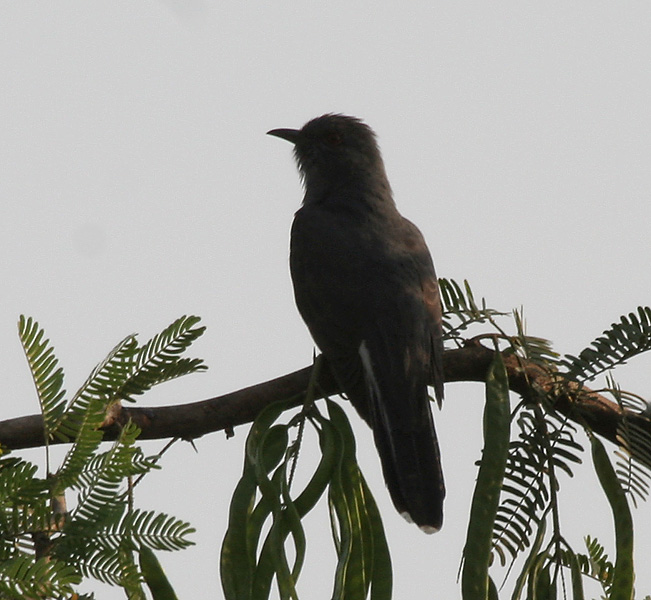
En el Santuario de Vida Salvaje de Kinnerasani, Andhra Pradesh, India.
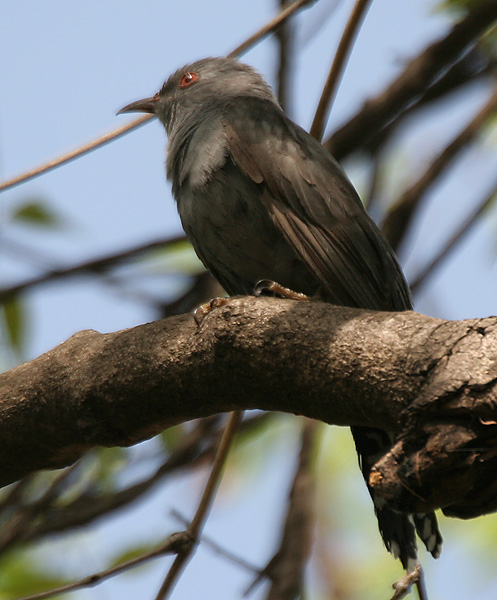
En Secunderabad, India
Con una oruga en su pico, en Nagaram,Hyderabad, Andhra Pradesh, India.
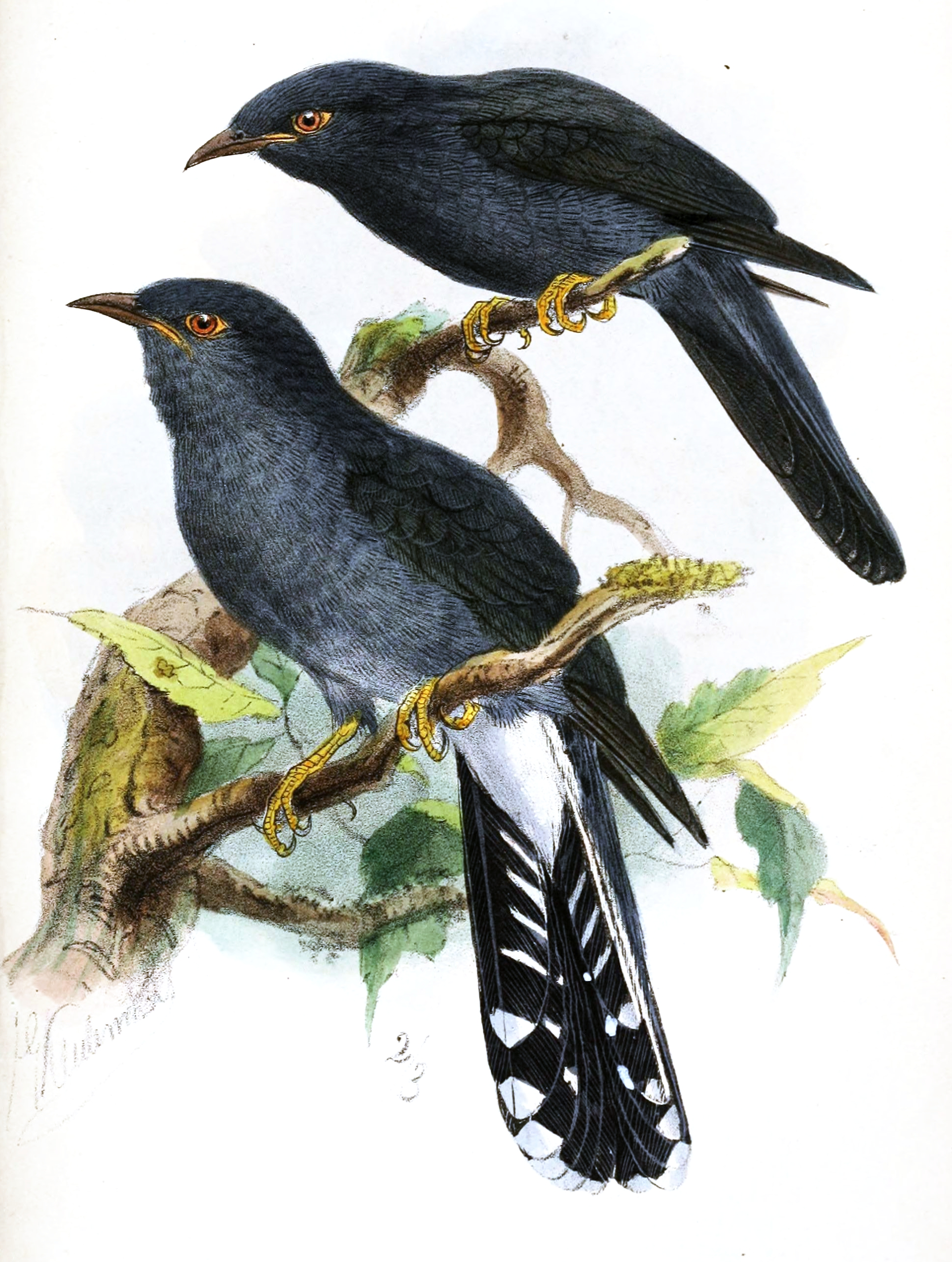

- Datos: Q2737391
- Multimedia: Cacomantis passerinus / Q2737391
- Especies: Cacomantis passerinus